# Linia kolejowa nr 47
Linia kolejowa nr 47 – linia kolejowa o długości 32,614 km, łącząca stację Warszawa Śródmieście WKD ze stacją Grodzisk Mazowiecki Radońska.
Linia jest w całości dwutorowa i w całości zelektryfikowana.

## Historia
Budowa linii rozpoczęła się w 1925 roku w Komorowie i poprowadzono ją w obu kierunkach, tj. w kierunku Warszawy i w kierunku Grodziska Mazowieckiego. Pierwszy pociąg wyjechał na linię 11 grudnia 1927. Była to pierwsza normalnotorowa, zelektryfikowana linia kolejowa w Polsce.
Do roku 1932 pociągi kursowały od stacji Warszawa Marszałkowska EKD do stacji Grodzisk Mazowiecki Radońska. W Warszawie przebieg linii różnił się od obecnego. Od przystanku Warszawa Raków linia przejeżdżała nad linią kolejową nr 8, a następnie ulicą Drawską (stacja Warszawa Szczęśliwice i przystanki Warszawa Stadion-Strzelnica, Warszawa Opaczewska), Szczęśliwicką (przystanek Warszawa Szczęśliwice, Warszawa Zachodnia EKD – później WKD), Niemcewicza (przystanek Warszawa Grójecka), Tarczyńską i Nowogrodzką do ul. Marszałkowskiej (przystanek Warszawa Plac Zawiszy i stacje Warszawa Chałubińskiego i Warszawa Marszałkowska).
W 1932 r. wybudowano odcinek miejski w Grodzisku Mazowieckim od stacji Grodzisk Mazowiecki Radońska do stacji Grodzisk Mazowiecki EKD (później WKD) ulicą Radońską, Sienkiewicza i 11 Listopada do stacji przy dworcu PKP. Wybudowano również połączenie linii ze stacją Warszawa Włochy EKD (później WKD) znajdującej się również przy dworcu PKP. W 1936 r. wybudowano połączenie linii z Milanówkiem.
W 1963 r. zmieniono trasę warszawskiego odcinka linii. Z ul. Szczęśliwickiej poprowadzono ją wykopem linii średnicowej do nowej stacji Warszawa Śródmieście WKD. Z powodu nasilającego się ruchu samochodowego w 1966 r. zlikwidowano odcinek miejski w Grodzisku Mazowieckim od stacji Grodzisk Mazowiecki Radońska do stacji Grodzisk Mazowiecki WKD. W 1971 r. zlikwidowano warszawskie połączenie linii do Włoch.
Ostatnią zmianę trasy przeprowadzono w styczniu 1975 r. Warszawski odcinek przeniesiono z ul. Drawskiej i Szczęśliwickiej i poprowadzono go wzdłuż linii kolejowej nr 8 do dworca Zachodniego, a następnie wykopem linii średnicowej.
W latach 1988–1989 dokonano wymiany nawierzchni na całym odcinku linii, a na znaczącej długości wprowadzono tor bezstykowy, ułożony na podkładach betonowych.
Do roku 2023 linia była dwutorowa na odcinku od stacji Warszawa Śródmieście WKD do stacji Podkowa Leśna Główna i jednotorowa od stacji Podkowa Leśna Główna do stacji Grodzisk Mazowiecki Radońska, obecnie jest w całości dwutorowa. Posiada 26 stacji i przystanków.
20 sierpnia 2021 roku ogłoszono przetarg na przebudowę odcinka pomiędzy stacjami Podkowa Leśna Główna i Grodzisk Mazowiecki Radońska uwzględniającą budowę drugiego toru, przebudowę układu torowego stacji Grodzisk Mazowiecki Radońska oraz układu przystanku Podkowa Leśna Zachodnia. 10 maja 2022 roku podpisano umowę na wykonanie prac budowlanych. 20 lutego 2023 roku oddano do użytku nowy tor oraz przebudowaną stację Grodzisk Mazowiecki Radońska, zaś przystąpiono do przebudowy dotychczas wykorzystywanego toru.

## Stan techniczny
Prędkość konstrukcyjna na linii wynosi 80 km/h na odcinku Warszawa Śródmieście WKD – Grodzisk Mazowiecki Jordanowice oraz 60 km/h na odcinku Grodzisk Mazowiecki Jordanowice – Grodzisk Mazowiecki Radońska. Ze względu na stan techniczny, ale także geometrię torów konieczne było wprowadzenie licznych ograniczeń prędkości. W 2014 roku przeprowadzono kompleksową naprawę toru nr 1 na odcinku Warszawa Śródmieście WKD – Komorów, natomiast na przełomie 2015/2016 dokonano naprawy toru nr 2 na ww. odcinku. W drugiej połowie 2016 roku przeprowadzono przetarg na remont toru nr 1 z Komorowa do Podkowy Leśnej Głównej.
W 2016 roku ogłoszono także przetarg opracowanie dokumentacji projektowej dobudowy drugiego toru na odcinku Podkowa Leśna Główna – Grodzisk Mazowiecki Radońska. Projekt zakłada budowę drugiego toru wraz z remontem dotychczas istniejącego, z dostosowaniem do prędkości 80 km/h. Bazowe Studium Wykonalności z 2008 roku przewidywało modernizację obu linii kolejowych: 47 i 48 oraz budowę nowej linii kolejowej Grodzisk Mazowiecki Radońska – Janki.

## Przewoźnicy

### Warszawska Kolej Dojazdowa
Warszawska Kolej Dojazdowa jest jedynym przewoźnikiem obsługującym linię. Tabor jeżdżący linią to elektryczne zespoły trakcyjne EN95, EN97 i EN100.
Połączenia bezpośrednie przechodzące, zaczynające lub kończące się na linii:
- Grodzisk Mazowiecki Radońska – Warszawa Śródmieście WKD (i odwrotnie),
- Milanówek Grudów – Warszawa Śródmieście WKD (i odwrotnie),
- Podkowa Leśna Główna – Warszawa Śródmieście WKD (i odwrotnie),
- Komorów – Warszawa Śródmieście WKD (i odwrotnie),
- Grodzisk Mazowiecki Radońska – Podkowa Leśna Główna.

## Czas jazdy
Czas jazdy pociągami osobowymi Warszawskiej Kolei Dojazdowej pomiędzy poszczególnymi stacjami:
| Odcinek                                             | Czas jazdy |
| --------------------------------------------------- | ---------- |
| Warszawa Śródmieście WKD – Komorów                  | 30 min.    |
| Komorów – Podkowa Leśna Główna                      | 13–15 min. |
| Podkowa Leśna Główna – Grodzisk Mazowiecki Radońska | 14–15 min. |

## Ważniejsze stacje
- Warszawa Śródmieście WKD – stacja początkowa linii. Jest stacją krańcową dla prawie wszystkich pociągów jeżdżących linią.
- Komorów – stacja krańcowa dla niektórych pociągów. Posiada połączenie (łącznica nr 512) ze stacją PKP Pruszków.
- Podkowa Leśna Główna – stacja krańcowa dla niektórych pociągów. Ze stacji odchodzi linia kolejowa nr 48 do stacji Milanówek Grudów.
- Grodzisk Mazowiecki Radońska – stacja końcowa linii. Stacja krańcowa dla wielu pociągów WKD. Przy stacji znajduje się lokomotywownia i siedziba WKD.